# Exequiel Benavídez
Exequiel Emanuel Benavidez (5 de marzo de 1989, Santiago del Estero, Argentina) es un futbolista argentino. Juega como mediocampista en Chacarita.

## Biografía
Debutó en el Club Atlético Boca Juniors, club donde realizó las divisiones inferiores, el 22 de enero del 2007 en un partido correspondiente al Torneo de Verano contra Racing Club . Fue una de las promesas de la institución, donde se lo comparó en su momento con otros mediocampistas centrales del club como Gago y Banega. Tras la lesión de su compañero Cristian Chávez, vuelve a la primera del equipo de La Boca, vistiendo la camiseta n.º 40, ya que la n.º 24, que usaba el campeonato anterior, era propiedad del defensor uruguayo Adrián Gunino.
En la Temporada 2010/2011 se marcha al Club Atlético Tiro Federal en busca de continuidad. Luego vuelve a Boca Juniors, donde de la mano de Julio César Falcioni llega a tener más chances en el equipo de primera.
Benavídez quedó libre de Boca en junio de 2013. Se marcha al Club Atlético All Boys, pedido por su anterior entrenador Falcioni, donde tuvo más participación. Disputó 18 partidos. Luego de estar un semestre a préstamo en All Boys abandona la institución para dar un salto de calidad en su carrera.
Ya con el pase en su poder cruzó la Cordillera de los Andes para probar suerte en el Club de Deportes Iquique, club con el cual ganó la Copa Chile y participó de la Copa Sudamericana. Sin embargo, los cambios en la conducción del equipo le jugaron en contra y decidió irse. Le entregaron la camiseta n.º 33, que usó durante todo el año que duró su estadía en Chile. Disputó 27 partidos convirtiendo 1 gol en el fútbol chileno. A fin de 2014 se desvincula de Deportes Iquique para volver a jugar en su país de origen.
A principio de 2015 firmó contrato con el Nueva Chicago que había ascendido recientemente a la Primera División de Argentina. Debutó el 23 de febrero contra Unión de Santa Fe en el empate 2 a 2. Solo duraría seis meses en el club y rescindiría contrato con la institución quedando con el pase en su poder.
Luego fichó para el Atlético San Luis de la Liga de Ascenso de México por un año, buscando adquirir continuidad y ascender a la Primera División de México
En 2016 fue jugador de Liga Deportiva Universitaria de Quito, que confirmó su fichaje el 9 de febrero de 2016. El cuadro merengue buscaba reforzar el medio campo, tratando de ganar el campeonato nacional y tener un buen papel en la Copa Libertadores, torneo que ya la había ganado en el 2008 siendo el único club ecuatoriano en ganar la Copa Libertadores de América.Fue dirigido por Claudio Borghi y el uruguayo Álvaro Gutiérrez. Después jugó en  en patriotas Boyacá, equipo que milita la primera división del fútbol colombiano hasta 2020.

## Selección nacional
Ha jugado en 7 ocasiones por la Selección de fútbol sub-20 de Argentina.

## Clubes
| Club             | País      | Año         |
| ---------------- | --------- | ----------- |
| Boca Juniors     | Argentina | 2007 - 2009 |
| Tiro Federal     | Argentina | 2010        |
| Boca Juniors     | Argentina | 2011 - 2013 |
| All Boys         | Argentina | 2013        |
| Deportes Iquique | Chile     | 2014        |
| Nueva Chicago    | Argentina | 2015        |
| San Luis         | México    | 2015        |
| Liga de Quito    | Ecuador   | 2016        |
| Sud América      | Uruguay   | 2017        |
| Mitre            | Argentina | 2017        |
| Patriotas Boyacá | Colombia  | 2018 - 2020 |
| Portoviejo       | Ecuador   | 2021        |
| Chacarita        | Argentina | 2022 - Act. |

## Palmarés

### Campeonatos nacionales
| Título         | Equipo           | País      | Año     |
| -------------- | ---------------- | --------- | ------- |
| Copa Argentina | Boca Juniors     | Argentina | 2011-12 |
| Copa Chile     | Deportes Iquique | Chile     | 2013-14 |